# おしゃべりなちゅどんズ
おしゃべりなちゅどんズは、テレビ東京系のファイテンション☆スクール内の第2・3クールで放送していたべんぴねこ・ホンゴウジュン作品。各話3分、全26話。

## 概要
植物の悩みを解決するために手足の生えたヒョウタンのような姿のキャラクター「おしゃべりなちゅどんズ」が宇宙を駆ける短編Flashアニメーション。
タイアップとして植物を育てる手助けをするグッズ「おしゃべりなちゅどん」がWizから発売されていた。

## あらすじ
あらゆる植物の悩みを解決する「おしゃべりなちゅどんズ」。今日も宇宙のどこかからのSOS信号に応えて、ボスのキャプテンツリーの指示のもとなちゅどんズが宇宙を駆ける。

## 主な登場キャラクター
みかんなちゅどん
なちゅどんズのメンバーでばか元気な性格。
本編ではなちゅどんズの顔はメンバーごとに異なっているが、発売された「おしゃべりなちゅどん」の顔はみかんなちゅどんの顔に統一されている。
いちごなちゅどん
なちゅどんズのメンバー。色気たっぷり。
くりなちゅどん
なちゅどんズのメンバー。食欲旺盛。
まめなちゅどん
なちゅどんズのメンバー。関西弁のツッコミ気質。
キャプテンツリー
なちゅどんズのボスで木のような姿をしている。宇宙からのSOS信号に応えてなちゅどんズにミッションを与える。
なちゅどろん
なちゅどんズのライバルであるなちゅどろんズのリーダー。
なちゅどくろん
なちゅどろんの手下。複数体いてなちゅどろんと一緒に行動する。
マダム・ドローヌ
なちゅどろんズの女ボスでなちゅどろんの上司にあたる。木のような姿でイヤリングをしている。

## スタッフ・キャスト

### スタッフ
- 企画：Wiz
- 原案：べんぴねこ
- 監督・脚本・演出：べんぴねこ（第1話～第13話）、ホンゴウジュン（第14話～第26話）
- 3DCG：ヨモギダ

### キャスト
- みかんなちゅどん：亜沙
- いちごなちゅどん：亜沙
- くりなちゅどん：べんぴねこ
- まめなちゅどん：べんぴねこ
- キャプテンツリー：べんぴねこ
- なちゅどろん：べんぴねこ
- なちゅどくろん：べんぴねこ
- マダム・ドローヌ：亜沙